# Phalanta philiberti
Phalanta philiberti är en fjärilsart som beskrevs av Joannis 1893. Phalanta philiberti ingår i släktet Phalanta och familjen praktfjärilar. Inga underarter finns listade i Catalogue of Life.